# John Altobelli
Pour les articles homonymes, voir Altobelli.
John Edward Altobelli, né le 8 mai 1963 à Chicago et mort le 26 janvier 2020 à Calabasas, est un entraîneur américain de baseball universitaire qui a travaillé 27 ans pour Orange Coast College (en) à Costa Mesa, en Californie. Il a remporté quatre championnats universitaires de Californie avec cette équipe. En 2019, il avait été nommé entraîneur de l'année par l'American Baseball Coaches Association (en).
Altobelli est mort avec sa femme et sa fille dans l'accident de l'hélicoptère de Kobe Bryant le 26 janvier 2020.

## Jeunesse
John Altobelli est né à Chicago, dans l'Illinois, le 8 mai 1963,. Il était le sixième enfant d'une fratrie de sept. Son père Jim Altobelli était un joueur de baseball professionnel.
Altobelli a étudié à Newport Harbor High School (en) à Newport Beach en Californie. Il est entré à Golden West College (en) à Huntington Beach, où il a joué au baseball au poste de joueur de champ extérieur (1982-1983). Il a ensuite joué pour l'Université de Houston et a terminé sa carrière en baseball universitaire avec les Cougars de Houston (en) (1984-1985),.
Pour la saison 1985, Altobelli a joué brièvement pour les Mighty Mussels de Fort Myers de la Ligue de l'État de Floride. Il n'y a joué que 15 parties avant de revenir avec les Cougars. Il a obtenu son bachelor en éducation physique à l'Université de Houston en 1987. En 1988, il a obtenu son master en éducation à Azusa Pacific University (en) à Azusa, en Californie.

## Carrière d'entraîneur
Altobelli a commencé sa carrière d'entraineur en 1986 comme entraineur universitaire junior à Newport Harbor High School (en) à Newport Beach en Californie. En 1987, il est revenu à Houston comme entraîneur assistant. De 1988 à 1992, il a été entraîneur assistant aux Fourmiliers d'UC Irvine (en), le programme de baseball universitaire de l'université de Californie à Irvine.
L'université de Californie à Irvine a supprimé son équipe de baseball pour raison budgétaire, et deux mois plus tard, en juillet 1992, Altobelli est devenu entraîneur en chef à Orange Coast College (en). Altobelli a mené les Pirates d'Orange Coast à quatre victoires au championnat de Californie en 2009, 2014, 2015 et 2019. Il a remporté le 700e match de sa carrière en 2019. Il a été nommé entraîneur de l'année par l'American Baseball Coaches Association (en) en 2019,. En 27 saisons comme entraineur des Pirates d'Orange Coast, il a obtenu un palmarès de 705–478–4.
Pendant trois saisons estivales, de 2012 à 2014, Altobelli a été l'entraîneur des Brewster Whitecaps (en) de la Ligue de baseball de Cap Cod (en). Il y a notamment eu pour joueurs Aaron Judge des Yankees de New York, Jeff McNeil des Mets de New York et Ryon Healy des Brewers de Milwaukee,.

## Vie personnelle
Altobelli et sa première femme, Barbara Jean Woorsam, ont eu un fils, John James (J.J.),. J.J. a fait du baseball universitaire avec les Ducks de l'Oregon, puis a joué comme professionnel avec les Cardinals de Johnson City (en) avant de devenir recruteur pour les Red Sox de Boston,,,. Avec sa deuxième femme, Keri L. Sanders, Altobelli a eu deux filles, Alexis et Alyssa.
Altobelli a subi une opération à cœur ouvert en décembre 2012.

## Décès
Altobelli est mort le 26 janvier 2020, lorsque l'hélicoptère où il se trouvait s'est écrasé à Calabasas, en Californie,. Les neuf personnes à bord ont été tuées : Altobelli et sa femme Keri, leur fille de 13 ans Alyssa, Kobe Bryant et sa fille de 13 ans Gianna, Sarah Chester et sa fille de 13 ans Payton, l'entraineuse assistante de Mamba Sports Academy Christina Mauser et le pilote Ara Zobayan. Alyssa Altobelli, Gianna Bryant et Payton Chester jouaient toutes les trois dans l'équipe de basket de Mamba Sports Academy. Le groupe se rendait à un tournoi de basket de Mamba Sports Academy à Thousand Oaks.
Altobelli et Kobe Bryant étaient devenus amis par l'intermédiaire de leurs filles et avaient déjà voyagé ensemble. Altobelli avait invité Bryant à parler à son équipe de baseball en 2018. L'entraîneur assistant d'Orange Coast College (en) a déclaré à son sujet : « Il est un peu éclipsé par Kobe, mais il était son propre Kobe dans le monde du baseball universitaire ».